# Совет министров Кубы
Совет Министров Республики Куба (исп. Consejo de Ministros de Cuba) — является высшим исполнительным органом кубинского государства. Его члены назначаются Национальной ассамблеей народной власти или Государственным советом по предложению председателя Государственного совета.

## Историческая справка
Согласно кубинской конституции 1940 года на заседаниях Совета министров принимал участие, наряду с премьер-министром, президент, который председательствовал на его заседаниях. Решения принимались простым большинством голосов.
После Революции 1959 года Совет министров берёт на себя всю законодательную власть.
3 января 1959 года было создано временное правительство во главе с Хосе Миро Кардона. 16 февраля Хосе Миро Кардона ушёл в отставку, его место занял Фидель Кастро.

### Совет Министров после 1976 года
Конституция предусматривает, что Совет Министров является высшим исполнительным и распорядительным органом. В соответствии с конституцией, Совет министров состоит из председателя (который также является председателем Государственного совета), первый вице-председатель (который также является первым вице-председателем Государственного совета), вице-председатели в неопределенном количестве, секретарь, министры и председатели Национальных институтов.
Председатель Рауль Кастро 24 февраля 2008 года объявил, что Совет министров ждёт глубокая реформа. 2 марта 2009 года было объявлено о увольнении нескольких министров и о слиянии 4 министерств.
В начале 2011 года провозлашено о создании Национального института водных ресурсов.

## Структура
- Председатель Совета министров
- Первый вице-председатель Совета министров
- Вице-председатели
- Секретарь Совета министров
- Министры